# Artillerietruppe (Bundeswehr)
Die Artillerietruppe (ArtTr) ist eine Truppengattung des Heeres der Bundeswehr. Die Artillerie zählt zu den Kampfunterstützungstruppen. Hauptaufträge sind Feuerunterstützung für die Kampftruppen, Kampf mit Feuer in der Tiefe des Raumes und artilleristische Ziel- und Lageaufklärung. Hauptwaffensysteme sind die Panzerhaubitze 2000 und der Raketenwerfer MARS II. Die Artillerietruppe umfasst 5.157 Dienstposten (Stand: 2020).

## Auftrag
Die Artillerietruppe hat den Auftrag, gegen Ziele unterschiedlicher Größe, Kategorie und Zielverhalten in allen Operationsarten zu wirken, Zielortung und Wirkungsaufklärung durchzuführen und zur Lageaufklärung beizutragen. Dies beinhaltet die Bekämpfung von Flächenzielen sowie die präzise Bekämpfung von Punkt- und Einzelzielen sowie die Fähigkeiten, gegnerische Bewegungen abstandsfähig und reaktionsschnell einzuschränken, abzuriegeln, zu hemmen, zu kanalisieren, zu lenken oder zu zerschlagen. Die Feuerunterstützung erfolgt unmittelbar für die Kampftruppe sowie im Rahmen des Kampfes mit Feuer in der Tiefe des Raumes. Die Artillerieverbände verfügen über Fähigkeiten zur abstandsfähigen Wirkung gegen Punkt- und Flächenziele sowie die Befähigung zum abstandsfähigen Hemmen von Bewegungen einschließlich der notwendigen Fähigkeiten zur Führung, Aufklärung und Unterstützung.
Die Artillerie ist der wesentliche Träger des Feuerkampfes. Aufklärung und Wirkung sind tageszeit- und witterungsunabhängig möglich. Ihre Wirkmittel sind präzisions- und abstandsfähig. Die Artillerietruppe trägt zur Streitkräftegemeinsamen Taktischen Feuerunterstützung (STF) bei. Die in jedem Artilleriebataillon vorhandenen Joint Fire Support Teams begleiten die Kampftruppe und können das Feuer der Artillerie, von Mörsern, Jagdbombern, Kampfhubschraubern und Schiffsartillerie lenken.
Die drei Hauptaufträge der Artillerietruppe der Bundeswehr lassen sich in Kampfunterstützung, Kampf mit Feuer sowie die artilleristische Ziel- und Lageaufklärung gliedern.

### Feuerunterstützung
Feuerunterstützung ist der Hauptauftrag der Brigadeartillerie. Sie richtet sich gegen gegnerische Kräfte, die sich im unmittelbaren Aufklärungs- und Wirkungsbereich der Verbände der Kampftruppe befinden und/oder eine unmittelbare Bedrohung darstellen.

### Kampf mit Feuer
Der Einsatz von Kampf mit Feuer erfolgt gegen Punkt- und Flächenziele, die (noch) außerhalb des unmittelbaren Aufklärungs- und Wirkungsbereichs der Verbände der Kampftruppe liegen und noch keine unmittelbare Bedrohung darstellen. Deren Bekämpfung ist jedoch für den weiteren Gefechtsverlauf günstig, sodass sie später Einfluss auf die Operationsführung hat.
Hauptträger des Kampfes mit Feuer ist die Raketenartillerie. Kampf mit Feuer erfolgt hauptsächlich durch von den Divisionen und Korps unmittelbar geführten Artilleriekräften, der Divisions- bzw. der Korpsartillerie.
Beispiele für klassische Ziele für Kampf mit Feuer sind Gefechtsstände (Divisionsebene und höher), weitreichende Artillerie (insbesondere Raketen- und Flugkörperartillerie), logistische Einrichtungen, Einrichtungen der Elektronischen Kampfführung, weitreichende Luftverteidigungs- und Flugabwehr-Systeme, Einrichtungen der Heeresflieger und gegnerische Kräfteansammlungen.

### Ziel- und Lageaufklärung
Mit Joint Fire Support Teams und Artillerieaufklärungsmitteln (Radar, Schallmess, Drohnen) identifiziert die Artillerietruppe Ziele, die sie selbst bekämpft, und trägt zur Lageaufklärung des Großverbandes bei.

## Geschichte
Die Artillerietruppe der Bundeswehr umfasste in den 1980er Jahren elf Regimenter, 83 Bataillone sowie 14 selbständige Batterien. In der Truppengattung, ausgestattet zu jener Zeit mit etwa 1100 Geschützen und 400 Raketenwerfern, dienten rund 42.000 Soldaten. Damit war die Artillerietruppe zu dieser Zeit nicht nur eine der größten Truppengattungen des Heeres, sondern vom Personalumfang sogar größer als die Teilstreitkraft Marine im gleichen Zeitraum. Die Artillerieschule gliederte sich in vier Lehrgruppen mit 16 Inspektionen und 50 Hörsälen und Ausbildungszügen.
Im Rahmen der Neuausrichtung der Bundeswehr ab 2010 wurde die Artillerietruppe umstrukturiert und auf vier Bataillone reduziert. Teile der Aufklärungsmittel, vor allem für die allgemeine Lageaufklärung, wurden an die neue Heeresaufklärungstruppe abgegeben. Für die eigene Zielaufklärung hat die Artillerietruppe weiterhin eigene weitreichende Aufklärungsmittel.
Im 2022 bekannt gewordenen Zielbild Heer soll die Artillerietruppe wieder aufwachsen. Die Planungen sahen zunächst neun Bataillone vor. Zum 1. Oktober 2023 wurde am vorläufigen Standort Weiden in der Oberpfalz das Panzerartilleriebataillon 375 neu aufgestellt und der Panzergrenadierbrigade 37 unterstellt. Im November 2023 wurde zudem die Wiederaufstellung des 2015 aufgelösten Panzerartilleriebataillons 215 am Standort Augustdorf angekündigt. Der Verband soll die Bezeichnung Artilleriebataillon 215 erhalten und der Panzerbrigade 21 unterstellt werden, somit zu den mittleren Kräften gehören und mit Rad-Haubitzen ausgestattet werden. Zudem ist die Aufstellung des Panzerartilleriebataillons 455 für die Litauenbrigade (Panzerbrigade 45) vorgesehen. Das Artilleriebataillon 131 soll von Weiden in der Oberpfalz nach Oberviechtach verlegt und wurde in Panzerartilleriebataillon 131 umbenannt.

## Ausstattung

### Wirksysteme
Die Hauptwaffensysteme der Artillerietruppe sind die Panzerhaubitze 2000 und der Raketenwerfer vom Typ MARS II. Mit Ausnahme des Panzerartilleriebataillons 375 verfügen mit Stand 2024 alle Artilleriebataillone über beide Hauptwaffensysteme.
Die Panzerhaubitze 2000 wird in der neuen Heeresstruktur Zielbild Heer zur Ausstattung der Panzerartilleriebataillone der schweren Brigaden (Panzerlehrbrigade 9, Panzerbrigade 12 und Panzerbrigade 45) gehören. Die Artilleriebataillone der mechanisierten Brigaden der mittleren Kräfte (Panzerbrigade 21, Panzergrenadierbrigade 41, Deutsch-Französische Brigade) werden mit der Radhaubitze RCH 155 ausgestattet werden, deren Zulauf ab 2028 geplant ist. Das Heer hat einen Bedarf von 168 RCH 155 angemeldet. Bis zur Einführung werden auch diese Artilleriebataillone die Panzerhaubitze 2000 er- bzw. behalten. Zudem wird die RCH 155 den Rohranteil der zukünftigen Divisions- und Korpsartillerie bilden.
Der Raketenwerfer MARS II wird durch den Raketenwerfer PULS als Zukunftssystem des Indirekten Feuers große Reichweite abgelöst werden. Dieser soll in den Verbänden der Divisions- und Korpsartillerie zum Einsatz kommen. Die Brigadeartillerie wird über keine Raketenartilleriefähigkeiten verfügen.
Konzeptionell sollen mittel- und langfristig die Artilleriebataillone der mittleren Kräfte mit Loitering Munition Systems mit speziellen Startgerätensystemen und Bodenkontrollstationen ausgestattet werden, um bewegliche, auch gepanzerte Ziele bis 70 Kilometer bekämpfen zu können. Der Raketenwerfer PULS soll zum Verschuss spezieller Loitering Munitions Systems als Zweitrollenfähigkeit qualifiziert werden.

### Munition
Die Artillerietruppe verfügt als Munition für ihre Hauptwaffensysteme über Geschosse und Raketen.
Die Geschosse unterteilen sich als Gefechtsmunition in Spreng-, SMArt-, Nebel- und Leuchtgeschosse sowie für Ausbildungszwecke in Übungs- und Exerziergeschosse. Für die Geschosse stehen unterschiedliche Zünder zur Verfügung, die teilweise auch unterschiedlich eingestellt werden können (z. B. Doppelzünder, Aufschlagzünder mit und ohne einstellbarer Verzögerung, Zeitzünder, Annäherungszünder, Lenkzünder).
Die Raketen der Artillerietruppe umfassen solche mit Spreng-/Splitter-Gefechtskopf sowie Minenraketen mit Submunition AT2 zur Verlegung von Wurf-Minensperren. Zudem gibt es verschiedene Übungsraketen, darunter unterkalibrige 110-mm-Raketen vom außer Dienst gestellten Raketenwerfer LARS.
Vor dem Beitritt Deutschlands zum Ottawa-Abkommen verfügte die Artillerietruppe ebenfalls über Bomblet-Geschosse und -raketen. Im Kalten Krieg war im Rahmen der Nuklearen Teilhabe der Einsatz von atomarer Munition der Streitkräfte der Vereinigten Staaten (Flugkörper sowie Geschosse im Kaliber 203 und 155 mm) vorgesehen.

## Ausbildung
Die Artillerieschule in Idar-Oberstein ist der Panzertruppenschule in Munster unterstellt und für die lehrgangsgebundene Aus- und Fortbildung der militärischen Führer der Artillerietruppe verantwortlich. Ihr Kommandeur ist zugleich General der Artillerietruppe. Für die Weiterentwicklung der Artillerietruppe ist seit Juni 2013 die Gruppe III 2 (Artillerietruppe/Streitkräftegemeinsame Taktische Feuerunterstützung) im Amt für Heeresentwicklung zuständig.

## Organisation
Die Artillerietruppe umfasst mit Stand 2024 fünf aktive Artilleriebataillone (von denen eines im Aufbau ist), die Artillerieschule und die Gruppe III 2 (Artillerietruppe/Streitkräftegemeinsame Taktische Feuerunterstützung) im Amt für Heeresentwicklung. Drei Bataillone sind einer Division als Divisionstruppen direkt unterstellt, ein Bataillon ist Teil der Deutsch-Französischen Brigade und das im Aufbau befindliche Panzerartilleriebataillon 375 gehört zur Panzergrenadierbrigade 37. Die Organisation von Panzerartillerie, Raketenartillerie und aufklärender Artillerie/Beobachtungsartillerie in jeweils eigenen Bataillonen besteht mit Stand 2024 nicht. Jedes der heutigen Artilleriebataillone (Ausnahme: Panzerartilleriebataillon 375 im Aufbau) verfügt über alle Waffensysteme und Fähigkeiten der Artillerietruppe. Dazu sind sie jeweils in eine Versorgungs- und Unterstützungsbatterie, eine aufklärende Artilleriebatterie, eine Raketenartilleriebatterie und mehrere Rohrartilleriebatterien gegliedert.
Die Artillerietruppe wird organisatorisch nach der Zeitenwende durch die Vollinvasion der Ukraine 2022 wieder auf den Kernauftrag Landes- und Bündnisverteidigung ausgerichtet. Dazu wird eine Diversifizierung der Artillerieverbände in Korps-, Divisions- und Brigadeartillerie (mechanisierte Brigaden der schweren und mittleren Kräfte) vorgenommen.
Die Fähigkeitsplanungen der Bundeswehr sehen mit Stand März 2024 insgesamt 13 Artillerie-Verbände auf Ebene von Korps, Division und Brigade bis 2035 vor.
|                            | Bezeichnung                   | Abkürzung      | Standort                | Liegenschaft          | Unterstellung | Mann-stärke | Aufstellung  | Kommandeur          |
| -------------------------- | ----------------------------- | -------------- | ----------------------- | --------------------- | ------------- | ----------- | ------------ | ------------------- |
| internes Verbandsabzeichen | Panzerartilleriebataillon 131 | PzArtBtl 131   | Weiden in der Oberpfalz | Major-Radloff-Kaserne | PzBrig 12     | etwa 700    | 1. Juli 1991 | Stefan Zadlo        |
| Internes Verbandsabzeichen | Artilleriebataillon 295       | ArtBtl 295     | Stetten am kalten Markt | Alb-Kaserne           | D/F Brig      | etwa 550    | 1958         | Chris Weißbrodt     |
| Internes Verbandsabzeichen | Artillerielehrbataillon 325   | ArtLehrBtl 325 | Munster                 | Hindenburg‑Kaserne    | 1 PzDiv       | etwa 730    | 1. Apr. 1961 | Tobias Gehricke     |
| Internes Verbandsabzeichen | Artillerielehrbataillon 345   | ArtLehrBtl 345 | Idar-Oberstein          | Klotzberg-Kaserne     | 10. PzDiv     | etwa 910    | 4. Feb. 1959 | Raik Pokorny        |
| Verbandsabzeichen          | Panzerartilleriebataillon 375 | PzArtBtl 375   | Weiden in der Oberpfalz | Major-Radloff-Kaserne | PzGrenBrig 37 | 550         | 5. Okt. 2023 | Hekja Marlen Werner |

## Panzerartilleriebataillon 131
Das Panzerartilleriebataillon 131 (PzArtBtl 131) ist eines von fünf Artilleriebataillonen der Bundeswehr. Der Verband ist in der Major-Radloff-Kaserne (bis 2022 Ostmark-Kaserne, davor bis 1966 Metzer-Kaserne) in der bayerischen Stadt Weiden in der Oberpfalz stationiert und der Panzerbrigade 12 unterstellt. Bis September 2024 gehörte es zu den Divisionstruppen der 10. Panzerdivision. Für Übungen steht der Truppenübungsplatz Grafenwöhr in unmittelbarer Nähe zur Verfügung.

### Gliederung
Das Bataillon gliedert sich in den Stab und sechs Batterien, davon eine nichtaktiv:
- 1./ArtBtl 131: Versorgungs- und Unterstützungsbatterie
- 2./ArtBtl 131: Rohrartilleriebatterie
- 3./ArtBtl 131: Rohrartilleriebatterie
- 4./ArtBtl 131 Joint-Firebatterie
- 5./ArtBtl 131: Rohrartilleriebatterie (Ergänzungstruppenteil)

### Geschichte
Das heutige Artilleriebataillon 131 wurde am 1. Juli 1991 als Feldartilleriebataillon 701 (FArtBtl 701) in der Görmar-Kaserne in Mühlhausen/Thüringen aufgestellt. Zum 1. April 1992 wurde es in Beobachtungsartilleriebataillon 701 (BeobArtBtl 701), zum 1. Juli 1994 in Beobachtungsartilleriebataillon 131 (BeobArtBtl 131), zum 1. Oktober 2002 Artillerieaufklärungsbataillon 131 (ArtAufklBtl 131) und zum 1. Juli 2008 in Beobachtungspanzerartilleriebataillon 131 (BeobPzArtBtl 131) umbenannt.
In den Jahren 2004 und 2005 war der jetzige Leiter der Artillerieschule und General der Artillerietruppe, Oberst Dietmar Felber, Bataillonskommandeur. Am 18. März 2009 führte das Bataillon den letzten Flug einer Drohne CL 289 in der Bundeswehr durch.
Aufgrund des Stationierungskonzeptes 2011 wurde das Bataillon zum 30. Juni 2014 aufgelöst und die Görmar-Kaserne geschlossen. Bereits sechs Monate zuvor, zum 1. Januar 2014, wurde das Bataillon als Artilleriebataillon 131, sein heutiger Name, in Weiden in der Oberpfalz neu aufgestellt. Weiden war bereits von 1977 bis 1992 ein Artilleriestandort und beherbergte das Panzerartilleriebataillon 105. Am 16. Februar 1959 wurde hier das Feldartilleriebataillon 115 aufgestellt, aber schon am 1. Juli 1959 nach Roding verlegt.
Am 8. Juli 2015 wurde die Patenschaft zwischen der Stadt Weiden und dem Bataillon besiegelt. Im selben Jahr kehrten 165 Soldaten aus dem Auslandseinsatz im Kosovo und in Afghanistan zurück. in Am 25. Juli 2017 besuchte die damalige Bundesministerin der Verteidigung, Ursula von der Leyen das Bataillon. Im Oktober 2019 hat die 3. Batterie des Artillerielehrbataillons auf einem Testgelände in Vidsel mit dem Raketenwerfer MARS II GPS-gelenkte Raketen vom Typ M31 Unitary GMLRS verschossen. 2018 war das Bataillon Leitverband für das 49. Einsatzkontingent KFOR, seine Aufgabe war es das deutsche Feldlager in Prizren abzubauen. An dem Auslandseinsatz der Bundeswehr im Kosovo nahmen 380 Soldaten des Bataillons teil.
Deutschland hat ab 2022 fünf Raketenwerfer MARS an die Ukrainischen Streitkräfte abgegeben, wovon zwei vom Artilleriebataillon 131 stammten.
Am 9. Juli 2023 wurde dem Verband das Fahnenband Einsatz verliehen.
Am 6. November 2023 wurde bekannt gegeben, dass das Artilleriebataillon 131 im Jahr 2027 von Weiden nach Oberviechtach verlegt. Zum 1. April 2025 wurde es in Panzerartilleriebataillon 131 (PzArtBtl 131) umbenannt. Die Verlegung dient der Kompensation für die dauerhafte Verlegung des Panzergrenadierbataillons 122 von Oberviechtach nach Litauen als Teil der aufzustellenden Panzerbrigade 45. Im Zuge der Umgliederung in ein Panzerartilleriebataillon der Brigadeartillerie wurde die Raketenartilleriebatterie (3. Batterie) in eine Rohrartilleriebatterie umgewandelt, mit der Panzerhaubitze 2000 ausgestattet und deren Soldaten zu Rohrartilleristen umgeschult. Ihre Patengemeinde ist Flossenbürg. Zudem wurde eine Feuerunterstützungsbatterie aufgestellt, in der die Koordinierungselemente der Streitkräftegemeinsamen Taktischen Feuerunterstützung zusammengefasst sind.
Ende Juni 2024 besuchte Bundespräsident Frank-Walter Steinmeier das Bataillon. Am 11. September 2024 wurde das Bataillon offiziell der PzBrig 12 unterstellt.

### Kommandeure
| Dienstgrad     | Name                   | Kommandeur von | Kommandeur bis |
| -------------- | ---------------------- | -------------- | -------------- |
| Oberstleutnant | Stefan Zadlo           | 19. März 2024  | dato           |
| Oberstleutnant | Thorsten Wallschus     | 13. Okt. 2021  | 19. März 2024  |
| Oberstleutnant | Sven Zickmantel        | 28. März 2019  | 13. Okt. 2021  |
| Oberstleutnant | Christian Kiesel       | 19. Dez. 2015  | 28. März 2019  |
| Oberstleutnant | Wolfgang Schmidt       | 9. Dez. 2013   | 19. Dez. 2015  |
| Oberstleutnant | Michael Erwin Heinrich | 30. Nov. 2011  | 9. Dez. 2013   |
| Oberstleutnant | Martin Rödiger         | 30. Okt. 2009  | 30. Nov. 2011  |
| Oberstleutnant | Andreas Reyer          | 8. Nov. 2007   | 30. Okt. 2009  |
| Oberstleutnant | Dietmar Manfred Felber | 2004           | 2005           |

### Internes Verbandsabzeichen
Das Verbandsabzeichen ist senkrecht weiß-rot geteilt mit zwei gekreuzten Kanonenrohren. Darüber ein schwarzes Schild mit einem goldenen Löwen.

## Artilleriebataillon 295
Das Artilleriebataillon 295 (ArtBtl 295), stationiert in der Alb-Kaserne in Stetten am kalten Markt, ist eines von fünf Artilleriebataillonen der Bundeswehr und das einzige, welches einer Brigade unterstellt ist. Das Bataillon gehört zur Deutsch-Französischen Brigade, deren deutsche Teile der 10. Panzerdivision unterstellt sind. Geführt wird der Verband seit dem 26. September 2024 von Oberstleutnant Chris Weißbrodt.

### Gliederung
Das Bataillon gliedert sich in den Stab und sechs Batterien:
- 1./ArtBtl 295: Versorgungs- und Unterstützungsbatterie
- 2./ArtBtl 295: Rohrartilleriebatterie
- 3./ArtBtl 295: Rohrartilleriebatterie
- 4./ArtBtl 295: Raketenartilleriebatterie
- 5./ArtBtl 295: Bodengebundene und luftgestützte Aufklärungsbatterie
- 6./ArtBtl 295: Ausbildungsbatterie, vormals Ausbildungsunterstützungskompanie 295, davor Rekrutenkompanie 6, davor Rekrutenkompanie 8

### Geschichte
Das heutige Artilleriebataillon 295 ist das älteste aktive Artilleriebataillon der Bundeswehr. Es wurde 1958 als Feldartilleriebataillon 442 (Kader) (FArtBtl 442) in Münsingen (Herzog-Albrecht-Kaserne) aufgestellt. Am 1. Oktober 1958 wurde es in Feldartilleriebataillon 295 (FArtBtl 295) umbenannt. Vom 15. Dezember 1958 bis Januar 1959 verlegte das Bataillon nach Immendingen in die Neue Kaserne, die am 27. Mai 1967 in Oberfeldwebel-Schreiber-Kaserne umbenannt wurde. Das Bataillon bildete die ersten Wehrdienstleistenden aus, wurde mit der Feldhaubitze FH 105mm (L) ausgestattet und war der Panzerbrigade 29 als Brigadeartilleriebataillon unterstellt.
In 1966 wurde das Bataillon auf die Panzerhaubitze M109 umgerüstet und zum 1. Oktober 1966 in Panzerartilleriebataillon 295 (PzArtBtl 295) umbenannt. In den folgenden Jahren nahm das Bataillon an vielen binationalen (hauptsächlich mit Frankreich) und internationalen Übungen, wie zum Beispiel der NATO-Übung REFORGER 1973, teil. Am 18. März 1993 erfolgte Rückbenennung in Feldartilleriebataillon 295 unter Fusion mit dem Feldartilleriebataillon 555 (FArtBtl 555) aus Horb und die Umgliederung in die Heeresstruktur 5. Vom Feldartilleriebataillon 555 wurde Personal, Feldhaubitzen 70 und weiteres Material übernommen. Zeitgleich wurde das Bataillon der Deutsch-Französischen Brigade unterstellt. Es nahm 1994 an der Parade zum Französischen Nationalfeiertag auf dem Champs-Elysées teil. Mehrere Dschungelkampfausbildungen in Kooperation mit den französischen Streitkräften sowie Auslandseinsätze im Rahmen von SFOR und KFOR erfolgten 1996 bis 1998.
Im Jahr 2000 nahm das Bataillon an der Beseitigung der Sturmschäden des Orkans Lothar sowie der Folgen der Havarie des Tankers Erika teil. Jahresübergreifend war das Bataillon wieder in Rahmen von SFOR und KFOR auf dem Balkan eingesetzt. Zum 1. Juli 2001 wurde das Bataillon mit der Panzerhaubitze 2000 ausgestattet und erneut in Panzerartilleriebataillon 295 benannt.
Das Bataillon leistete 2002 Katastrophenhilfe nach dem Hochwasser an der Elbe. Das Bataillon nahm an mehreren großen Übungen teil, u. a. 2001 an der Übung Cobra in Spanien. Die Jahre 2002 und 2003 waren von mehreren Einsätzen geprägt: Teile des Bataillons nahmen an KFOR und SFOR teil, während andere Teile in Afghanistan im Rahmen der Mission ISAF eingesetzt wurden. Zudem waren Teile des Bataillons der Task Force FOX in Mazedonien zugeteilt. In den Jahren 2004 und 2005 nahmen Teile des Bataillons erneut am Afghanistaneinsatz teil, diesmal als Teil der Kabul Multinational Brigade (KMND).
2005 wurde dem Bataillon das Fahnenband des Landes Baden-Württemberg durch dessen Innenminister Heribert Rech verliehen.
Mit der Heeresstruktur Neues Heer wurde das Bataillon im April 2006 in Artilleriebataillon 295, seinen heutigen Namen, umbenannt und die 4. Batterie mit dem Raketenwerfer MARS ausgestattet. Das Bataillon nahm im selben Jahr an mehreren NATO-Übungen, u. a. der NATO Response Force 7 teil. Im Jahr 2011 wurden wieder Teile des Bataillons in Afghanistan, Kosovo und Mali eingesetzt. 2012 standen Soldaten des Bataillons als Teil der NATO Response Force im Kosovo nördlich der Stadt Mitrovica im Feuerkampf. Während der Flüchtlingskrise 2015 leisteten Soldaten des Bataillons Unterstützung, unter anderem wurden leerstehende Kompaniegebäude in der Oberfeldwebel-Schreiber-Kaserne als Unterkunft für Flüchtlinge bereitgestellt.
Mit der Einnahme der Heeresstruktur Heer 2011 verließ das Artilleriebataillon 295 nach 57 Jahren die Oberfeldwebel-Schreiber-Kaserne in Immendingen und verlegte mit dem Großgerät am 8. und 9. März 2016 an seinen jetzigen Standort. Formal wurde es bereits zum 1. Oktober 2014 am neuen Standort neu aufgestellt. Im Jahr 2016 nahmen Teile des Bataillons an TACET in Litauen teil. 2017 wurden Teile des Bataillons im Rahmen von Enhanced Forward Presence erneut in Litauen eingesetzt. 2018 wird das Bataillon erneut in Mali eingesetzt.
Im Februar 2018 wurde mit dem Raketenwerfer Mars II erstmals aus der Außenfeuerstellung Vogelbühl des Truppenübungsplatz Heuberg mit 48 110mm-Raketen scharf geschossen. Am 29. September 2018 feierte das Bataillon mit einem Tag der offenen Tür und dem Großen Zapfenstreich sein 60-jähriges Bestehen.
Die am 1. Oktober 2014 aufgestellte Ausbildungsunterstützungskompanie 295 (AusbUstgKp 295), deren Hauptauftrag die Durchführung der Grundausbildung war, wurde zum 1. Januar 2020 als 6. Batterie in das Bataillon eingegliedert.
Deutschland hat ab 2022 fünf Raketenwerfer MARS an die Ukrainischen Streitkräfte abgegeben, wovon zwei vom Artilleriebataillon 295 stammten.
Am 9. Mai 2023 wurde dem Verband das Fahnenband „Einsatz“ verliehen.
Bis September 2024 war der mehrfache Kanuweltmeister Major Normen Weber Kompaniechef der 5. Kompanie des Artilleriebataillons 295.

### Kommandeure
| Dienstgrad     | Name                            | Kommandeur von | Kommandeur bis |
| -------------- | ------------------------------- | -------------- | -------------- |
| Oberstleutnant | Chris Weißbrodt                 | 26. Sep. 2024  | dato           |
| Oberstleutnant | Kevin Freudenberger             | 30. Sep. 2021  | 26. Sep. 2024  |
| Oberstleutnant | Thomas Kopsch                   | 29. März 2019  | 30. Sep. 2021  |
| Oberstleutnant | Kim Oliver Frerichs             | 8. Apr. 2016   | 29. März 2019  |
| Oberstleutnant | Ralf Peter Hammerstein          | 27. Mai 2014   | 8. Apr. 2016   |
| Oberstleutnant | Ingo Reershemius                | 30. März 2012  | 27. Mai 2014   |
| Oberstleutnant | Jörg Hoogeveen                  | 18. Sep. 2009  | 30. März 2012  |
| Oberstleutnant | Uwe Kraft                       | 14. Sep. 2007  | 18. Sep. 2009  |
| Oberstleutnant | Frank De Waele                  | 29. Sep. 2005  | 14. Sep. 2007  |
| Oberstleutnant | Peter Wenning                   | 9. Jan. 2004   | 29. Sep. 2005  |
| Oberstleutnant | Lindenmann                      | 21. Sep. 2001  | 9. Jan. 2004   |
| Oberstleutnant | Eberhard Zorn                   | 17. Sep. 1999  | 21. Sep. 2001  |
| Oberstleutnant | Wendroth                        | 25. Sep. 1997  | 17. Sep. 1999  |
| Oberstleutnant | Küster                          | 1. Okt. 1995   | 25. Sep. 1997  |
| Oberstleutnant | Weisenburger                    | 25. März 1994  | 30. Sep. 1995  |
| Oberstleutnant | Schmidtmeier                    | 22. März 1991  | 25. März 1994  |
| Oberstleutnant | Kunz                            | 27. Sep. 1988  | 21. März 1991  |
| Oberstleutnant | von Schönefeld                  | 8. Okt. 1986   | 26. Sep. 1988  |
| Oberstleutnant | Miedreich                       | 14. Okt. 1983  | 7. Okt. 1986   |
| Oberstleutnant | Krause                          | 1. Okt. 1979   | 13. Okt. 1983  |
| Oberstleutnant | Günter Freiherr von Steinaecker | 1. Apr. 1978   | 30. Sep. 1979  |
| Oberstleutnant | Donhauser                       | 1. Apr. 1973   | 31. März 1978  |
| Oberstleutnant | Gruner                          | 2. Sep. 1968   | 31. März 1973  |
| Oberstleutnant | Aschmann                        | 6. Apr. 1967   | 1. Sep. 1968   |
| Oberstleutnant | Stachowetz                      | 12. Sep. 1963  | 5. Apr. 1967   |
| Oberstleutnant | Franz                           | 1. Okt. 1958   | 11. Sep. 1963  |

### Internes Verbandsabzeichen
Das Wappen des Artilleriebataillons 295 spiegelt seine Geschichte wider. Das Wappen zeigt einen schwarzen Stauferlöwen auf gelben Grund. Der gelbe Hintergrund symbolisiert dabei die Zugehörigkeit zur 10. Panzerdivision. Die rote Umrandung des inneren Schilds verweist auf die frühere Zugehörigkeit zur Panzerbrigade 29. Die rote Farbe des äußeren Schilds zeigt als Waffenfarbe der Artillerie sowie die gekreuzten Kanonen die Zugehörigkeit des Bataillons zur Artillerietruppe an.

## Artillerielehrbataillon 325
Das Artillerielehrbataillon 325 (ArtLehrBtl 325) ist eines von fünf Artilleriebataillonen der Bundeswehr. Der Verband ist in der Hindenburg-Kaserne in der niedersächsischen Stadt Munster stationiert, die 2. Batterie abgesetzt in der Theodor-Körner-Kaserne in Lüneburg.

### Gliederung
Das Bataillon gliedert sich in den Stab und acht Batterien:
- 1./ArtLehrBtl 325: Versorgungs- und Unterstützungsbatterie
- 2./ArtLehrBtl 325: Bodengebundene und luftgestützte Aufklärungsbatterie
- 3./ArtLehrBtl 325: Raketenartilleriebatterie (vormals 4./RakArtBtl 132)[52]
- 4./ArtLehrBtl 325: Rohrartilleriebatterie
- 5./ArtLehrBtl 325: Rohrartilleriebatterie
- 6./ArtLehrBtl 325: Rohrartilleriebatterie (1. Oktober 2018 in 7./- umbenannt und 6./- neu aufgestellt)
- 7./ArtLehrBtl 325: Grundausbildungsbatterie (seit 1. März 2020, zuvor Ergänzungstruppenteil)
- 8./ArtLehrBtl 325: Ergänzungstruppenteil (bis 28. Februar 2020 als 7./-)

Das Bataillon verfügt über neun Joint Fire Support Teams, drei Joint Fire Support Coordination Teams und zwei Schnittstellentrupps.

### Geschichte
Das heutige Artillerielehrbataillon 325 geht auf das am 1. April 1961 aufgestellte Feldartilleriebataillon 325 (FArtBtl 325) in der Lützow-Kaserne in Schwanewede bei Bremen zurück. Zum 1. Oktober 1971 wurde das Bataillon in Panzerartilleriebataillon 325 (PzArtBtl 325) umbenannt und umgegliedert. Die Feldhaubitzen wurden durch die Panzerhaubitze M109 ersetzt. Das Bataillon war das Brigadeartilleriebataillon der Panzergrenadierbrigade 32, welche ebenfalls in Schwanewede stationiert war. Die Brigade gehörte zur 11. Panzergrenadierdivision in Oldenburg. Auftrag des Artilleriebataillons war es, die Feuerunterstützung der Brigade sicherzustellen.
1973 verlegte das Bataillon am gleichen Standort in die Kaserne Neuenkirchen, die 1991 in Weser-Geest-Kaserne umbenannt wurde. Die Panzergrenadierbrigade 32 wurde mit Ablauf des 30. September 1996 aufgelöst. Das Bataillon wurde der Panzerlehrbrigade 9 in Munster unterstellt. Daher erfolgte 2001 die Umbenennung in Panzerartillerielehrbataillon 325 (PzArtLehrBtl 325). Nach der Auflösung des Panzerartillerielehrbataillons 95 in Munster mit Ablauf des 30. September 2002 war das Panzerartillerielehrbataillon 325 das einzige Brigadartilleriebataillon der Panzerlehrbrigade 9. 2006 verlegte das Bataillon nach Munster an den Standort der Brigade in die Liegenschaft des aufgelösten Panzerartillerielehrbataillons 95, die Hindenburg-Kaserne. Anfang der 2000er Jahre erhielt das Bataillon die neue Panzerhaubitze 2000, die die M109 ersetzte. Im Zusammenhang mit dem Hochwasser in Mitteleuropa 2013 wurde der Verband im Raum Lüneburg eingesetzt.
Zum 1. Juli 2015 wurde das Bataillon in Artillerielehrbataillon 325 (ArtLehrBtl 325) umbenannt und umgegliedert. Zudem wechselte die Unterstellung zur 1. Panzerdivision in Oldenburg. Fortan gehört das Bataillon zur Divisionsartillerie. Es war nicht mehr nur mit Rohrartillerie ausgestattet. Hinzu kam eine Batterie Raketenartillerie, die ehemalige 4./Raketenartilleriebataillon 132 aus Sondershausen sowie eine aufklärende Artilleriebatterie.
Nach der Auflösung der Offiziersanwärterbataillone, und Rückverlagerung der Grundausbildung in die Stammtruppenteile, erhielt das Artillerielehrbataillon 325 zum 1. März 2020 das erste Mal seit 2012 wieder eine Grundausbildungsbatterie.
Deutschland hat ab 2022 fünf Raketenwerfer MARS an die Ukrainischen Streitkräfte abgegeben, wovon einer vom Artillerielehrbataillon 325 stammte.
Am 10. November 2022 wurde dem Verband das Fahnenband „Einsatz“ verliehen.

### Kommandeure
| Dienstgrad     | Name                   | Kommandeur von | Kommandeur bis |
| -------------- | ---------------------- | -------------- | -------------- |
| Oberstleutnant | Dastyn Krause          | 5. Juni 2025   | dato           |
| Oberstleutnant | Tobias Gehricke        | 2022           | 5. Juni 2025   |
| Oberstleutnant | Alfred John Grethe     | 27. Juni 2019  | 2022           |
| Oberstleutnant | Volker Lorenz          | Juni 2016      | 27. Juni 2019  |
| Oberstleutnant | Volker Thiemann        | 21. März 2014  | Juni 2016      |
| Oberstleutnant | Stephan Willer         | 30. Mai 2012   | 21. März 2014  |
| Oberstleutnant | Hubert Nahler          | 19. Apr. 2010  | 30. Mai 2012   |
| Oberstleutnant | Jörn Hasler            | Dez. 2008      | 19. Apr. 2010  |
| Oberstleutnant | Christian Schmidt      | 2006           | 2008           |
| Oberstleutnant | Oliver Kohl            | 2004           | 2006           |
| Oberstleutnant | Hans-Dieter Müller     | 2003           | 2004           |
| Oberstleutnant | Rainer Grygiel         | 1999           | 2003           |
| Oberstleutnant | Jürgen Hellwig         | 1997           | 1999           |
| Oberstleutnant | Thomas Altenhoff       | 1994           | 1997           |
| Oberstleutnant | Othmar Woltermann      | 1992           | 1994           |
| Oberstleutnant | Othmar Tokarz          | 1990           | 1992           |
| Oberstleutnant | Hans-Joachim Hesse     | 1987           | 1990           |
| Oberstleutnant | Klaus Winkler          | April 1982     | 1987           |
| Oberstleutnant | Casper Alte            | April 1977     | März 1982      |
| Oberstleutnant | Walter von Hobe        | April 1975     | März 1977      |
| Oberstleutnant | Robert Hübner          | April 1970     | März 1975      |
| Oberstleutnant | Günther Herzog         | Okt. 1966      | März 1970      |
| Oberstleutnant | Manfred Kell           | Jan. 1963      | Okt. 1966      |
| Oberstleutnant | Carl-Gero von Ilsemann | 1. Apr. 1961   | Jan. 1963      |

### Internes Verbandsabzeichen
Der Verbandsabzeichen zeigt auf rotem Grund zwei gekreuzte Kanonenrohre. Sowohl die Farbe als auch die Rohre symbolisieren die Artillerie. Darüber schwebt das Landeswappen Niedersachsens, ein Zeichen der Verbundenheit des Bataillons mit dem Land Niedersachsen.

## Artillerielehrbataillon 345
Das Artillerielehrbataillon 345 (ArtLehrBtl 345) ist eines von fünf Artilleriebataillonen der Bundeswehr. Der Verband ist in der Klotzberg-Kaserne in der rheinland-pfälzischen Stadt Idar-Oberstein stationiert.

### Gliederung
Das Bataillon gliedert sich in den Stab und sieben Batterien, davon eine nichtaktiv:
- 1./ArtLehrBtl 345: Versorgungs- und Unterstützungsbatterie
- 2./ArtLehrBtl 345: Bodengebundene und luftgestützte Aufklärungsbatterie
- 3./ArtLehrBtl 345: Raketenartilleriebatterie
- 4./ArtLehrBtl 345: Rohrartilleriebatterie
- 5./ArtLehrBtl 345: Rohrartilleriebatterie
- 6./ArtLehrBtl 345: Rohrartilleriebatterie
- 7./ArtLehrBtl 345: Rohrartilleriebatterie (Ergänzungstruppenteil)

Zudem ist dem ArtLehrBtl 345 die Zivilberufliche Aus- und Weiterbildung Betreuungsstelle Zivilberufliche Aus- und Weiterbildung Idar-Oberstein truppendienstlich unterstellt.

### Geschichte
Das heutige Artillerielehrbataillon 345 wurde 1959 als Feldartillerielehrbataillon 310 (FArtLehrBtl 310) in Idar-Oberstein aufgestellt. Ihm unterstanden anfangs auch die Artillerieausbildungsbatterien 405 und 406. Im Frieden war das Bataillon dem Artillerielehrregiment 5 bzw. der Artillerieschule unterstellt, um die Ausbildung zu unterstützen. Im Verteidigungsfall wäre ein Unterstellungswechsel zum III. Korps als Korpsartillerie-Element erfolgt. Ab 1961 nahm der Verband an entsprechenden Korps-Übungen teil.
Im Jahr 1965 verlegte das Bataillon in die neue, nach einem Feldartilleristen aus dem Ersten Weltkrieg benannte „Unteroffizier-Krüger-Kaserne“ in Kusel. 1966 erfolgte die Aufstellung der letzten Einheit, der 4./Feldartillerielehrbataillon 310, welche den Verband vervollständigte und als einzige Batterie des Bataillons mit atomwaffenfähigen Feldhaubitzen 203mm M110 A1/A2 ausgerüstet war.
Mit der Heeresstruktur 3 wurde die Panzerhaubitze M109 zum Standardgeschütz der Brigadeartillerie in der Bundeswehr. Um der Artillerieschule entsprechend in der Ausbildung zu unterstützen, wurde der Verband mit dem Waffensystem ausgerüstet, in das Panzerartillerielehrbataillon 310 (PzArtLehrBtl 310) umbenannt und umgegliedert.
In der Heeresstruktur 4 folgte die Umwandlung in ein Brigadeartilleriebataillon. Der Verband wurde der Panzerbrigade 34 unterstellt und abermals umbenannt, nunmehr in Panzerartillerielehrbataillon 345 (PzArtLehrBtl 345). In den 1980er Jahren wurden die Panzerhaubitzen M109 auf die Version A3 G kampfwertgesteigert. Von 1994 bis zu dessen Auflösung 2003 war das Kraftfahrausbildungszentrum Kusel dem Verband unterstellt.
Im Jahr 1998 erhielt das Panzerartillerielehrbataillon 345 als erster Truppenteil der Bundeswehr die neue Panzerhaubitze 2000, das bis heute modernste und leistungsfähigste Artilleriegeschütz der Welt. 2007 hatte der Verband den Auftrag als Leitverband für das 13. deutsche Einsatzkontingent ISAF eine Schutzkompanie für das Provincial Reconstruction Team (PRT) Kunduz in Afghanistan zu stellen. Zudem sollte die Ausbildung afghanischer Streitkräfte im Rahmen der Operation Monitoring
and Liaison Teams (OMLT) erfolgen.
Zum 1. Januar 2008 gliederte das Panzerartillerielehrbataillon 345 im Zuge der Einnahme der Struktur Neues Heer in das Artillerielehrregiment 345 (ArtLehrBtl 345) um. Damit kam zum Ausdruck, dass der Verband zum einen über sieben aktive Batterien (mehr als bei einem Bataillon üblich) verfügte, zum anderen mit zwei Aufklärungsbatterien nicht mehr nur auf die Abbildung der Fähigkeit „Panzerartillerie“ beschränkt war. Zugleich erfolgte der Unterstellungswechsel zur Heerestruppenbrigade, welche wiederum Teil der Division Luftbewegliche Operationen war. 2010 wurde dem Verband das Fahnenband des Ministerpräsidenten von Rheinland-Pfalz verliehen. Nach Auflösung der Brigade Ende 2012 war der Verband der Division direkt unterstellt. Im Zusammenhang mit dem Hochwasser in Mitteleuropa 2013 wurde der Verband mit 340 Soldaten im Raum nördliches Sachsen-Anhalt eingesetzt.
Im Zuge der Einnahme der Struktur HEER 2011 wurden die beiden Aufklärungsbatterien, die 2. und 3. Batterie, zur neuen 2. Batterie fusioniert. Die 2./Raketenartilleriebataillon 132 wurde als neue 3. Batterie in den Verband eingegliedert, die 7. Batterie, vormals mit der Durchführung der Allgemeinen Grundausbildung beauftragt, wurde zum nichtaktiven Ergänzungstruppenteil. Dadurch erfolgte auch die bislang letztmalige Umbenennung in Artillerielehrbataillon 345 zum 1. Januar 2014. Drei Monate später erfolgte die truppendienstliche Unterstellung der ZAW-Betreuungsstelle Idar-Oberstein, welche bislang der Artillerieschule zugeordnet war, im Vorgriff auf die im vierten Quartal 2014 durchgeführte Verlegung des Bataillons von Kusel nach Idar-Oberstein.
Im Jahr 2015 war der Verband mit über 130 Soldaten in der Stand-By-Phase für die NATO-Response-Force (NRF) 2015.
Im Dezember 2017 testete das Artillerielehrbataillon 345 zusammen mit dem Amt für Heeresentwicklung auf dem Versuchsgelände Vidsel in Schweden mit dem Raketenwerfer MARS II zwölf M31-Raketen (GMLRS-U) mit 81,6-kg-Splittergefechtskopf. Damit war es der erste Verband der Bundeswehr, der diese neue Munition verschossen hat.
Am 8. Juli 2023 wurde dem Verband das Fahnenband „Einsatz“ verliehen. Er gliederte zum 30. September 2024 zum Divisionsartilleriebataillon um. Dabei wurden die Elemente der Streitkräftegemeinsamen Taktischen Feuerunterstützung ausgegliedert, die Zahl der Rohrartilleriezüge je Rohrartilleriebatterie von zwei auf drei sowie die Raketenartilleriezüge je Raketenartilleriebatterie von zwei auf vier erhöht.

### Kommandeure
| Dienstgrad     | Name               | Kommandeur von | Kommandeur bis |
| -------------- | ------------------ | -------------- | -------------- |
| Oberstleutnant | Raik Pokorny       | Okt. 2023      | dato           |
| Oberstleutnant | Timo Kaufmann      | 10. Juni 2021  | Okt. 2023      |
| Oberstleutnant | Carsten Windsch    | 13. Apr. 2018  | 10. Juni 2021  |
| Oberstleutnant | Olaf Tuneke        | 24. Apr. 2015  | 13. Apr. 2018  |
| Oberstleutnant | Markus Kossack     | 12. Apr. 2013  | 24. Apr. 2015  |
| Oberstleutnant | Peter Millahn      | 25. März 2011  | 12. Apr. 2013  |
| Oberstleutnant | Thomas Lowin       | 18. Dez. 2008  | 25. März 2011  |
| Oberstleutnant | Ole Klingebiel     | 20. Dez. 2006  | 18. Dez. 2008  |
| Oberstleutnant | Hans-Joachim Peter | 16. Dez. 2004  | 20. Dez. 2006  |
| Oberstleutnant | Klaus Hiery        | 16. Dez. 2002  | 16. Dez. 2004  |
| Oberstleutnant | Jochen Sauvant     | 20. Nov. 2000  | 16. Dez. 2002  |
| Oberstleutnant | Otfried Fehlinger  | 21. Sep. 1995  | 20. Nov. 2000  |
| Oberstleutnant | Wilhelm Nasarek    | 17. Sep. 1993  | 21. Sep. 1995  |
| Oberstleutnant | Peter Wozniak      | 11. Okt. 1991  | 17. Sep. 1993  |
| Oberstleutnant | Udo Meyer          | 7. Apr. 1989   | 11. Okt. 1991  |
| Oberstleutnant | Jörn Haar          | 5. Sep. 1986   | 7. Apr. 1989   |
| Oberstleutnant | Uwe Munderloh      | 4. Mai 1984    | 5. Sep. 1986   |
| Oberstleutnant | Georg Hapke        | 13. März 1980  | 4. Mai 1984    |
| Oberstleutnant | Hellmut von Arnim  | 1. Apr. 1978   | 13. März 1980  |
| Oberstleutnant | Helmut Billert     | 1. Apr. 1973   | 31. März 1978  |
| Oberstleutnant | Paul Berger        | 1. Juli 1969   | 31. März 1973  |
| Oberstleutnant | Wolfgang Mika      | 1. Juli 1966   | 30. Juni 1969  |
| Oberstleutnant | Heinz Adler        | 1. Juli 1964   | 30. Juni 1966  |
| Oberstleutnant | Eberhard Honecker  | 1. Jan. 1962   | 30. Juni 1964  |
| Oberstleutnant | Eberhard Götz      | 1. Apr. 1959   | 31. Dez. 1961  |

### Internes Verbandsabzeichen
Der goldene Krummstab im grünen Feld sowie der Wellenstrom im oberen Feld des Wappens stammen vom Wappen der Kreis- und vormaligen Garnisonsstadt Kusel. Der ehemalige Auftrag des Bataillons zur Unterstützung der Artillerieschule als Lehrverband wird durch den Buchstaben „L“ deutlich. Die rote Hintergrundfarbe und die beiden gekreuzten Kanonenrohre zeigen die Zugehörigkeit des Bataillons zur Truppengattung der Artillerie.

## Panzerartilleriebataillon 375
Das Panzerartilleriebataillon 375 (PzArtBtl 375) wurde am 5. Oktober 2023 in Weiden in der Oberpfalz als, zunächst vorübergehendem, Standort wieder aufgestellt und der Panzergrenadierbrigade 37 in Frankenberg/Sachsen als Brigadeartillerie-Bataillon unterstellt. Mit Aufstellung der restlichen drei Batterien am 1. Juli 2024 verfügt das Panzerartilleriebataillon nunmehr über etwa 550 Soldaten.
Das Kommando wurde an Oberstleutnant Hekja Marlen Werner übergeben. Sie ist die erste Bataillonskommandeurin im Heer. Ihr Verband übernimmt das Verbandsabzeichen des PzArtBtl 375 (alt).
Am 6. November 2023 wurde bekannt gegeben, dass der Aufwuchs des Panzerartilleriebataillons 375 in Weiden in der Oberpfalz weiter fortgesetzt wird. Das Artilleriebataillon 131 wird von Weiden nach Oberviechtach verlegt. Im Januar 2024 wurde bekannt, dass eine Stationierung in der Oberlausitz nicht mehr vorgesehen ist und das Bataillon dauerhaft in Weiden in der Oberpfalz stationiert sein wird.
Am 27. Juni 2024 besuchte Bundespräsident Frank-Walter Steinmeier das Bataillon. Am 11. Juli 2024 wurden drei weitere Batterie aufgestellt, sodass das Bataillon mit der Versorgungs- und Unterstützungsbatterie, zwei Rohrartilleriebatterien und einer Feuerunterstützungsbatterie vollständig aufgestellt ist. Ebenfalls im Juli 2024 fand der erste Schuss des Bataillons statt.

### Gliederung
Das Bataillon gliedert sich in den Stab und vier Batterien:
- 1./ArtBtl 375: Versorgungs- und Unterstützungsbatterie
- 2./ArtBtl 375: Rohrartilleriebatterie
- 3./ArtBtl 375: Rohrartilleriebatterie
- 4./ArtBtl 375: Feuerunterstützungsbatterie

### Geschichte
Bereits die Wehrmacht hatte in Frankenberg/Sachsen Truppenteile der Artillerie stationiert. Am 10. November 1938 wurde die 1. Abteilung des Artillerie-Regiments 60 mit 1. bis 3. Batterie, bespannt, mit Friedensstandort Frankenberg/Sachsen aufgestellt. Ersatzgestellung kam aus dem am 15. Oktober 1935 aufgestellten Artillerie-Regiment 40 in Bautzen. Später wurde das Artillerie-Regiment 60 nach Plauen verlegt.
In der Deutschen Demokratischen Republik (DDR) wurde das B-Kommando Zittau (Artillerie-Kommando) der Kasernierten Volkspolizei 1956 in die Nationale Volksarmee (NVA) übernommen. Am 7. Oktober 1958 wurde dem Regiment eine Truppenfahne verliehen. 1963 verlegte das Regiment nach Frankenberg/Sachsen. Ab dem 1. März 1974 trug das Regiment den Ehrennamen Albert Hößler. Das Regiment hatte die Feldpostnummer 19927, den Tarnnamen Wäscherei und war der 7. Panzerdivision der NVA unterstellt. Zuletzt war das Regiment mit der 122-mm-Panzerhaubitze vom Typ 2S1 ausgestattet.
Am 3. Oktober 1990 wurde das Regiment in die Bundeswehr übernommen, mit Wirkung zum 1. April 1991 in Panzerartilleriebataillon 375 umbenannt, umgegliedert und der Heimatschutzbrigade 37 (aus der später die Panzergrenadierbrigade 37 hervorging) als Brigadeartillerie unterstellt.
Am 11. April 1991 übergab der damalige Brigadekommandeur der Heimatschutzbrigade 37, Brigadegeneral Andreas Wittenberg, dem Bataillonskommandeur des Panzerartilleriebataillons 375, Oberstleutnant Heiko Schneider, in der Albertstadt-Kaserne in Dresden die Truppenfahne der Bundeswehr.
Im Mai und Juni 1992 bekämpfte das Panzerartilleriebataillon 375 Waldbrände im Raum Weißwasser-Nochten. Vom 4. August bis zum 26. September 1992 übte das Bataillon mit 165 Soldaten auf dem kanadischen Übungsplatz CFB Shilo mit 630 Schuss Artilleriemunition. Vom November 1998 bis April 1999 stellte das Bataillon Soldaten ab, zur Stabskompanie Mostar im Rahmen des SFOR-Einsatzes. Im Zuge der Transformation der Bundeswehr wurde das Bataillon den Kategorie Stabilisierungskräfte zugeordnet.
Das Panzerartilleriebataillon 375 (alt) wurde mit einem feierlichen Appell auf dem Marktplatz von Frankenberg/Sachsen am 25. November 2005 aufgelöst. Damit verlor auch die Panzergrenadierbrigade 37 die Fähigkeit zum Gefecht der verbundenen Waffen. Ihr Schwerpunkt sollten stattdessen Stabilisierungseinsätze sein.

### Kommandeure
| Dienstgrad     | Name                | Kommandeur von | Kommandeur bis |
| -------------- | ------------------- | -------------- | -------------- |
| Oberstleutnant | Hekja Marlen Werner | 5. Okt. 2023   | dato           |

## Ausrüstung

### Aktuell

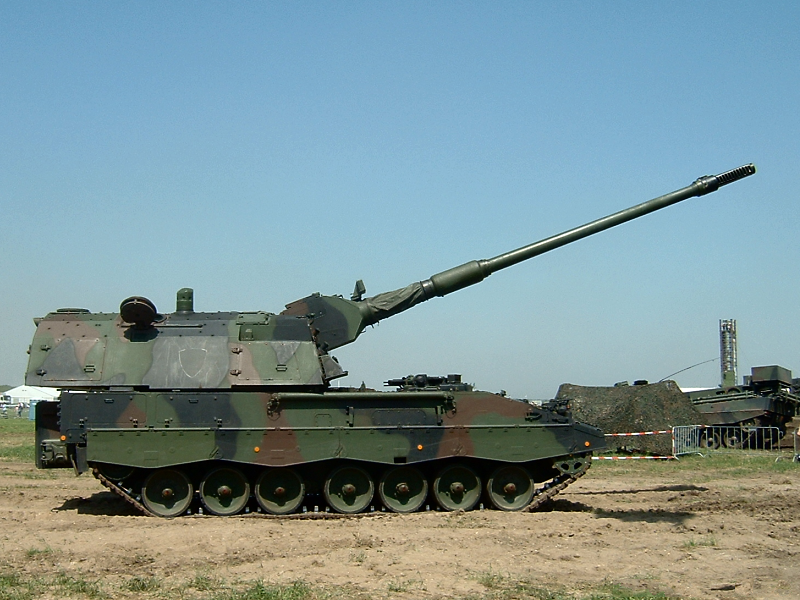
Panzerhaubitze 2000

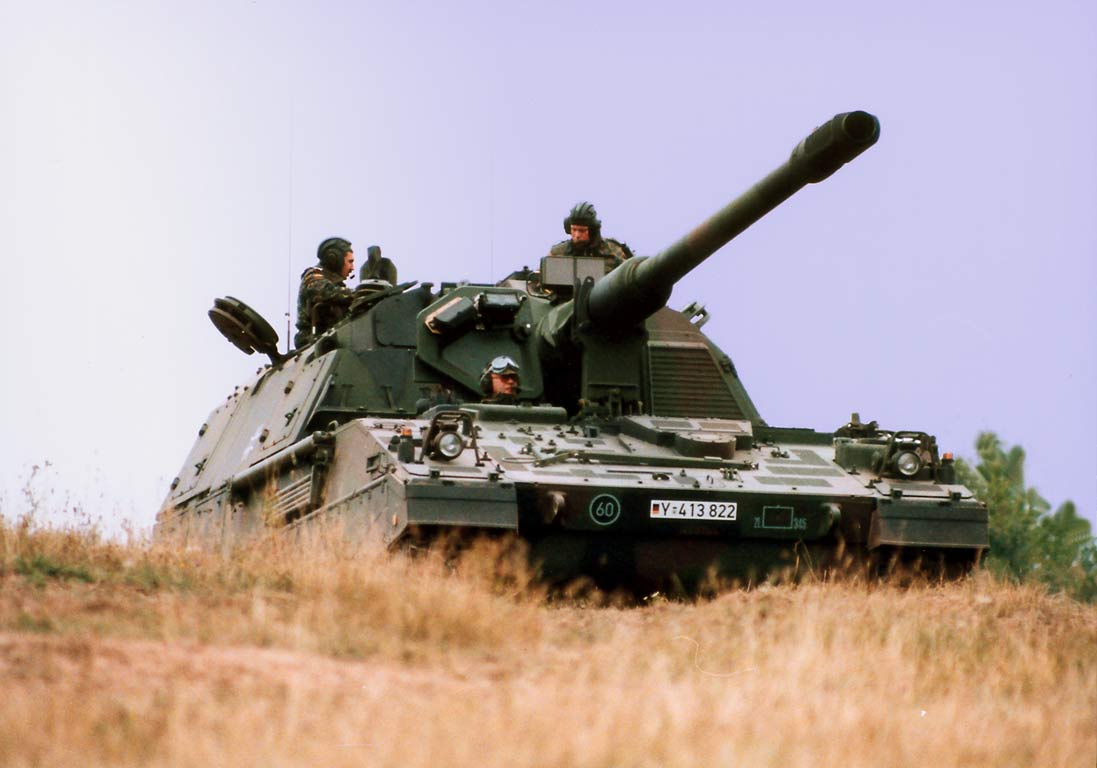
Panzerhaubitze 2000

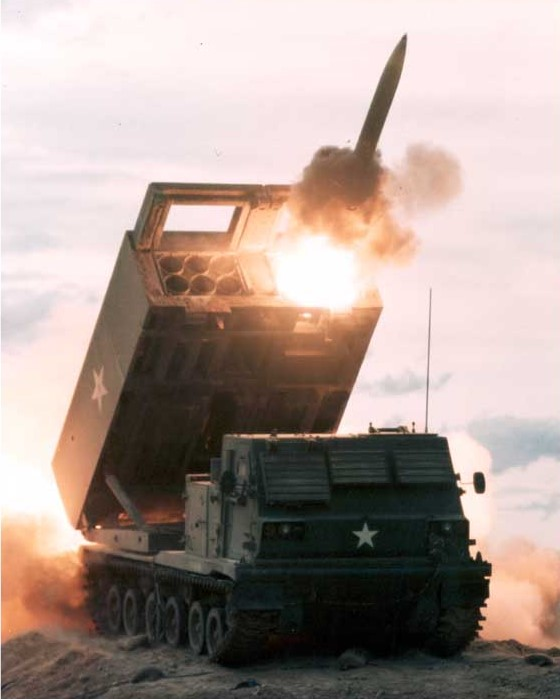
Raketenwerfer MARS

Die Artilleriebataillone der Bundeswehr verfügen grundsätzlich über die gleichen Waffensysteme und das gleiche Großgerät.
Rohrartillerie
- Panzerhaubitze 2000

Raketenartillerie
- Raketenwerfer MARS II

Artillerieaufklärung und Zielortung
- Artillerieortungsradar COBRA
- Kleinfluggerät Zielortung (KZO), werden aktuell (Stand Januar 2020) durch Luna NG abgelöst
- M113 ABRA (geplanter Nachfolger: BARÜ)
- Schallmesssystem 064 PC
- Fennek als Joint Fire Support Team (JFST)
- Schützenpanzer Marder als Beobachtungspanzer

Feuerleitsysteme
- Artillerierechner FALKE
- Artillerie-, Daten-, Lage- und Einsatz-Rechnerverbund (ADLER)
- Transportpanzer Fuchs als Feuerleitfahrzeug

weiteres Großgerät
- Bergepanzer Büffel
- diverse Radfahrzeuge

### Ehemalig
Anfangs war die Artillerietruppe der Bundeswehr mit Feldhaubitzen, gezogenen Geschützen und Selbstfahrlafetten ausgerüstet.
Rohrartillerie
Panzerartillerie
- Panzerhaubitze 105 mm M7B2 Priest
- Panzerhaubitze 105 mm M52
- Panzerhaubitze 155 mm M44
- Panzerhaubitze 155 mm M109G
- Panzerhaubitze 203 mm M55[83]

Feldartillerie
- Gebirgshaubitze 105 mm (OTO Melara Modell 56 Kaliber 105/L14)
- Feldhaubitze 105 mm FH 105 (L)
- Feldhaubitze 155 mm M1 A2[84]
- Feldhaubitze 155 mm FH70
- Kanone 175 mm auf Selbstfahrlafette M107
- Haubitze 203 mm auf Selbstfahrlafette M110

Raketenartillerie
- Kurzstreckenrakete Honest John
- Kurzstreckenrakete Sergeant
- Kurzstreckenrakete Lance
- Mehrfachraketenwerfer LARS I und LARS II

Artillerieaufklärung und Zielortung
- Artillerieortungsradar Green Archer auf M113
- Beobachtungspanzer M113 A2 Optronik[85]
- Beobachtungspanzer Kanonenjagdpanzer (ohne 90 mm Bordkanone)
- Beobachtungspanzer Schützenpanzer kurz (Typ 22-2)
- Drohne CL 89
- Drohne CL 289

Feuerleitsysteme
- Feuerleitgerät Radar Artillerie (FERA)
- Artillerierechner Typ BUM -11 für PzH M109G; -12 für FH 105mm; -13 für GebH 105mm (Hersteller: ARENCO)[86]

## Uniform
Die Waffenfarbe der Artillerietruppe, gezeigt beispielsweise als Farbe der Litzen und Kragenspiegel, ist hochrot. Die Farbe des Baretts der Artillerietruppe ist korallenrot. Das Barettabzeichen zeigt zwei vom Eichenkranz eingefasste, gekreuzte Kanonenrohre.

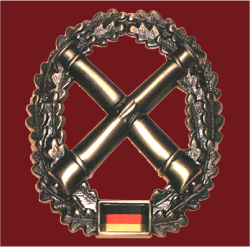
Barettabzeichen und Barettfarbe
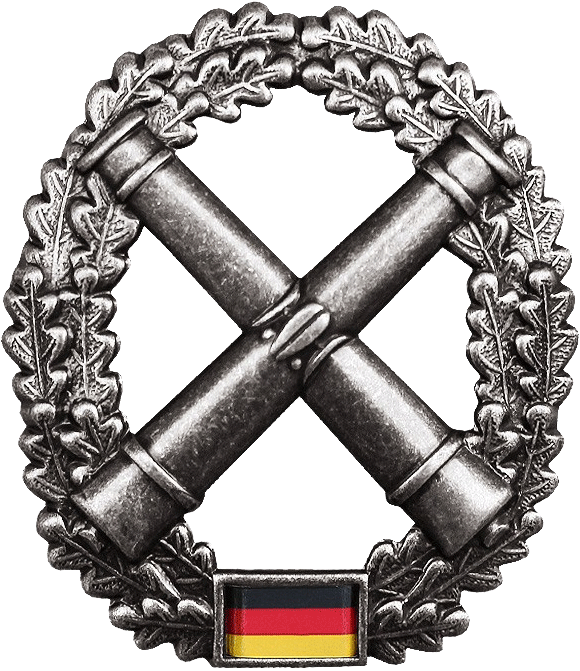
Barettabzeichen
Kragenspiegel

## Taktisches Zeichen
Als taktisches Grundzeichen führen Truppenteile der Artillerie dem allgemeinen NATO-Schema folgend den zentralen Punkt. Der Punkt symbolisiert eine Kanonenkugel oder die Mündung eines Kanonenrohres. Die Panzerartillerie kombiniert damit ein liegendes Oval. Dieses stilisiert die Gleisketten der Panzerfahrzeuge. Die Raketenartillerie ergänzt über den Punkt zwei nach oben zeigende Winkel als Zeichen für die Geschützart. Die Gebirgsartillerie benutzt zusätzlich das einen Berggipfel symbolisierende ausgefüllte Dreieck unterhalb des Punktes. Die Aufklärungskräfte der Artillerie führen als taktisches Zeichen den von links unten nach rechts oben verlaufenden Strich für Aufklärungstruppen mit dem Grundzeichen der Artillerie. Unterstützungskräfte teils eine andere, ihrer Funktion entsprechende Kennzeichnung, häufig Abwandlungen der beschriebenen Symbole.

Artillerietruppe
Panzerartillerie
Raketenartillerie

## Dienstgradbezeichnungen
Dienstgradbezeichnung des niedrigsten Dienstgrades Soldat in Truppenteilen der Artillerietruppe ist der Kanonier. Er entspricht den Dienstgradbezeichnungen Schütze, Funker, Panzergrenadier usw. anderer Truppengattungen, Teilstreitkräfte und militärischer Organisationsbereiche. Die übrigen Dienstgrade entsprechen den allgemeinen Dienstgraden der Bundeswehr.
| Mannschaftsdienstgrad |          |                    |
| Niedrigerer Dienstgrad |          | Höherer Dienstgrad |
| – | Kanonier | Gefreiter          |
| Dienstgradgruppe: Mannschaften – Unteroffiziere o.P. – Unteroffiziere m.P. – Leutnante – Hauptleute – Stabsoffiziere – Generale |          |                    |